# Das Selbstmordparadies
Das Selbstmordparadies (jap. 童夢, Dōmu; wörtlich „Kind[s]traum“) ist ein mehrfach ausgezeichneter, dystopischer Manga von Katsuhiro Otomo, der zunächst als Serie in einem Mangazine veröffentlicht und innerhalb kürzester Zeit zum Liebling der japanischen Studentenszene wurde. Otomo, der durch Dōmu seinen Durchbruch erlebte, begann nach der Fertigstellung, an Akira zu arbeiten.
Die Handlung spielt in einer typischen tokioter Vorstadt-Beton-Burg, in der sich eine Kette rätselhafter, scheinbarer Selbstmorde ereignet. Die Ermittlungen der Polizei verlaufen ergebnislos, die Umstände sind zu mysteriös, und es scheint kein Zusammenhang zwischen den Todesfällen zu existieren. Nur die kleine Etsuko, die gerade mit ihren Eltern in die Nachbarschaft gezogen ist, kommt dem Geheimnis auf die Schliche. Mit ihren gewaltigen psychokinetischen Gaben fordert sie den Täter heraus, der allerdings ebenfalls über derartige Kräfte verfügt.

## Publikationsgeschichte
Dōmu wurde zunächst als Fortsetzungsgeschichte in vier Teilen vom 19. Januar 1980 bis zum 6. Juli 1981 im Manga-Magazin Action Deluxe (アクションデラックス), einem Schwester-Magazin von Weekly Manga Action (WEEKLY漫画アクション) des Verlags Futabasha (双葉社), veröffentlicht. 1983 wurde der Manga als von Otomo neu bearbeiteter Sammelband herausgegeben. Diese Ausgabe erwies sich als großer Erfolg: Über 500.000 Exemplare konnten verkauft werden, und noch im selben Jahr gewann der Sammelband den begehrten Nihon SF Taishō (日本SF大賞) – das erste Mal, dass ein Manga den nur einmal im Jahr verliehenen Preis der Vereinigung japanischer Science-Fiction-und-Fantasy-Autoren (日本SF作家クラブ, Nihon-SF-Sakka-kurabu) erhielt. 1984 erhielt Dōmu zudem den Seiun-Preis. Durch diesen sensationellen Erfolg wurde Otomo zu einem der meistgefragten Mangaka Japans.
Dōmu erfuhr in Japan bis 2007 immer wieder neue Auflagen. Die Bildsprache des Mangas inspirierte viele junge Zeichner, darunter Taiyō Matsumoto, der nach dem Lesen des Comics den Entschluss fasste, selbst Mangaka zu werden.
Der Regisseur Guillermo del Toro äußerte mehrmals seine seit mehreren Jahren bestehende Absicht, die Geschichte zu verfilmen. Dieses Projekt konnte er aber nach eigenen Aussagen wegen rechtlicher Schwierigkeiten bisher noch nicht realisieren, was Otomo bestätigte.

## Handlung

### Teil 1
Im modernen Tsutsumi-Geschosswohnungsbau häufen sich zu Beginn der Erzählung (ca. 1978) unerklärliche Todesfälle, davon zu diesem Zeitpunkt bereits fünf Suizide, drei Morde, fünf Unfälle und neun mit ungeklärter Ursache. Sie setzten bereits vor zwei Jahren ein, eine wirkliche Erklärung dafür liegt nicht vor. Während die Polizei ihre Untersuchungen ohne Erfolg intensiviert, kommt es zu einem weiteren Suizid: Einer der Polizisten stürzt sich von einem Dach, was sich in der Untersuchung aber als praktisch-physikalisch unmöglich erweist, da dazu die Zeit nicht gereicht haben konnte. Zudem fehlt seine Handfeuerwaffe. Die Todesfälle bleiben weiterhin rätselhaft; das einzige, was die Opfer zu verbinden scheint, ist das Fehlen eines persönlichen Gegenstands aus ihrer Hinterlassenschaft.
Eines Nachts wird der mit dem Fall betraute Inspektor Yamagawa von einer mysteriösen Stimme auf das Dach des Wohnkomplexes gelockt. Dort erwartet ihn der alte Chojiro Ujida, der im Alltag der Bewohner nur als seniler Greis Cho bekannt ist, aber nun mit übermenschlichen Kräften ausgestattet über dem Boden schwebt und mit einer Unzahl von Gegenständen behangen ist, die er seinen Opfern abgenommen hat. Lächelnd tötet er den völlig verdutzten Inspektor, dessen Tod später ebenfalls wie ein Suizid aussieht.
Wenige Zeit später sitzt der alte Mann Cho wieder auf einer Bank im Hof des Wohnkomplexes und lächelt vor sich hin, während er versucht, mithilfe seiner telekinetischen Kräfte einen Säugling mehrere Stockwerke fallen zu lassen. Dies wird jedoch durchkreuzt durch die kleine Etsuko, ein mit ihrer Mutter neu in den Wohnkomplex gezogenes Mädchen, das offensichtlich über ähnliche Kräfte verfügt wie Cho. Etsuko schilt den stumm bleibenden Cho, sein Verhalten sei ungezogen. Weil ihre Mutter sie herbeiruft, geht die von der Begegnung relativ unbeeindruckte Etsuko wieder. Cho bleibt äußerst besorgt und stark schwitzend zurück.
Der Fall wird übernommen von Inspektor Okamura, der dabei vom jungen Takayama unterstützt wird, der seinerseits bereits unter Yamagawa am Fall gearbeitet hatte. Noch bevor Okamura sich den Fall erläutern lässt, erscheint ihm am Tsutsumi-Wohnkomplex der Geist von Yamagawa, und eine mysteriöse Stimme befiehlt ihm, niemals wieder herzukommen.
Etwa im gleichen Zeitraum freundet sich Etsuko mit einigen Kindern im Wohnkomplex an. Als Etsuko vorschlägt, mit einem Jungen namens Hiroshi Yoshikawa zu spielen, lehnen sie dies ab, weil dessen alleinerziehender Vater ein arbeitsloser und gewalttätiger Alkoholiker sei und ihre Eltern ihn für einen schlechten Einfluss halten. Später trifft Etsuko jedoch Hiroshi alleine und beide spielen zusammen, später sogar zu dritt, als der erwachsene, aber geistig zurückgebliebene und riesenhafte Yo (Yoshio Fujiyama) zu ihnen stößt.
Wenig später ereignet sich ein weiterer unerklärlicher Todesfall: Cho bringt Tsutomu Sasaki, der seit drei Jahren vergeblich versucht, die Aufnahmeprüfung für die Hochschule zu bestehen, dazu, sich mit einem Teppichmesser vor den Augen von Etsuko selbst die Kehle durchzuschneiden, als sie gerade für ihre Mutter Zigaretten holen geht. Dadurch gerät Etsuko so außer sich, dass sie mit einem Schrei das Fenster in der Wohnung von Cho zerstört. Mitten in dieser sehr blutigen Szene endet der erste Band.

### Teil 2
Um den Schock besser zu verarbeiten, wird Etsuko nach dem Vorfall, zunächst unter Beruhigungsmitteln, in der Klinik des Wohnkomplexes untergebracht. In der folgenden Nacht händigt Cho dem Vater von Hiroshi die Handfeuerwaffe des Polizisten aus, der sich vorher angeblich vom Dach gestürzt hatte.
Nachdem Okamura mit Takayama über den Glauben an Geister gesprochen und Takayama am Tatort des angeblichen Suizids von Tsutomu Sasaki selber den Geist von Yamagawa gesehen hat, sucht Takayama aus einer Ahnung heraus Professor Kaneko auf, der als Experte für japanischen Schamanismus und übernatürliche Phänomene gilt. Kaneko verweist Takayama an das Medium Noriko Nonomura.
Zu dieser Zeit untersucht ein Polizist wegen des zerbrochenen Fensters die Wohnung von Cho. Er findet sie völlig leer vor, bis auf einen Ring, der einem der Todesopfer gehört hatte.
Gerade als Takayama und Nonomura zusammen den Wohnkomplex aufsuchen wollen, findet ein telekinetischer Kampf zwischen Etsuko und Cho statt, was Nonomura offensichtlich bemerkt und daher voller Furcht flieht, wobei sie noch Takayama in Panik warnt, es würden noch viel mehr Menschen sterben und er solle auf die Kinder achtgeben. Etsuko hat währenddessen den Kampf abgebrochen, weil ihre Mutter sie anschreit, sie solle zurück ins Krankenbett. Cho ist, stark schwitzend und keuchend, durch die Auseinandersetzung sehr erschöpft und mitgenommen.
Schon bald kommt es zum scheinbaren Showdown zwischen Etsuko und Cho, den dieser dadurch initiiert, dass er die Kontrolle über Hiroshis Vater übernimmt. So läuft dieser eines Nachts Amok, tötet mit der Waffe des toten Polizisten einen kleinen Jungen und geht danach in die Klinik, um Etsuko zu erschießen. Diese kann sich noch mit ihren eigenen Kräften dagegen wehren, doch als Hiroshi und Yo auftauchen, schießt Hiroshis Vater in dem kurzen Moment der Überraschung auf Yo. Nachdem Etsuko darauf Hiroshis Vater für kurze Zeit ausschaltet, teleportiert sie sich aufs Dach, wo sich Cho befindet. Auf ihre Vorhaltungen (die sie wie einem ungezogenen, kleinen Kind gegenüber ausspricht) seines Verhaltens wegen, streckt er ihr die Zunge heraus und flieht über und durch die Häuserblocks fliegend. Sie verfolgt ihn. Bei der Jagd gehen durch die telekinetischen Kräfte beider einige Fenster und Geländer zu Bruch, von den Bewohnern bemerkt aber niemand die wirkliche Ursache hierfür. Währenddessen formieren sich vor der Klinik Spezialkräfte der Polizei, die darauf warten, dass Hiroshis Vater die Munition ausgeht.
In der Klinik kann Hiroshis Vater wieder aufstehen und erschießt seinen Sohn, wodurch Yo so zornig wird, dass er Amok läuft und trotz einer weiteren erhaltenen Schusswunde Hiroshis Vater tötet, indem er dessen Kopf mehrmals gegen die Wand rammt. Yos Zorn kennt nun keine Grenzen mehr und er wendet sich auch gegen die Polizisten, die gerade die Klinik stürmen. Währenddessen steigert sich das Duell zwischen Cho und Etsuko auf den Dächern immer weiter, so dass dadurch auf dem Boden ein starker Wind entsteht.
Zur gleichen Zeit suchen der Polizist, der den Ring gefunden hat, zusammen mit Takayama und seinem Kollegen Ito die Wohnung von Cho nochmals auf. Diese ist nun nicht mehr leer, sondern übervoll mit jeder Menge an Krimskrams.
Auf dem Dach fordert Cho Etsuko heraus, indem er überall im Wohnkomplex die Gasleitungen aufdreht. Etsuko kann das Schlimmste noch verhindern, indem sie sämtliche Fenster zerstört und dadurch das Gas aus den Wohnungen strömen lässt, doch gerade als Yo auf Takayama und Ito trifft und bereits den anderen Polizisten über die Brüstung geworfen hat, explodiert das dortige Stockwerk.

### Teil 3
Der zuerst hämisch lachende und sich wie ein Kind über den Misserfolg von Etsuko freuende Cho bekommt die Wut der in Tränen ausbrechenden Etsuko zu spüren, deren Kräfte ihm nun erstmals ernsthaft gefährlich werden. Er flieht panisch, während hinter ihm alle Bauteile des Gebäudes wie durch eine riesige Kraft zerbrechen, sich verbiegen oder explodieren. Bei dem dadurch entstehenden Chaos stirbt schließlich auch Yo, als ein ganzer Gebäudeteil in sich zusammenfällt. Als Etsuko am Ende Cho stellt, presst sie ihn mit ihren Schreien so gegen eine Wand, dass dort eine gewaltige Delle entsteht, in die Chos Körper gedrückt wird. Schließlich zerbricht die Wand und Cho wird auf einen Gang geworfen, wo sich bereits zwei Feuerwehrmänner im Rettungseinsatz befinden. Cho flieht voller Panik. Als sich einer der Feuerwehrmänner Etsuko nähert, um sie zu beruhigen, zerfetzt ihn ihr Schrei, dann ereilt seinen Kollegen dasselbe Schicksal, was Cho noch mit einem Blick über seine Schultern mitbekommt. Etsukos Zustand richtet schließlich immer gewaltigere Zerstörungen an, so dass selbst die Rettungseinheiten fliehen (obwohl sie die Ursache nicht kennen). Sie fasst sich erst wieder, als ihre Mutter sie sieht und nach ihr ruft. Damit enden die Zerstörungen der Nacht.
Nach zwei Wochen gibt die Polizei unter Vorsitz von Okamura eine Pressekonferenz. Dabei wird die bis dahin von der Polizei vertretene Erdbeben-Theorie verworfen; Okamura deutet als neue Spur an, dass Hiroshis Vater in der Vergangenheit einmal als Gasinstallateur gearbeitet habe, was die anwesenden Journalisten sofort als Schuldspruch werten. Währenddessen zeigt ein Kollege von Takayama diesem die Asservatenkammer des Reviers, in der die ganzen Habseligkeiten von Cho gesammelt sind. Darunter befindet sich auch die Kappe des Füllfederhalters von Inspektor Yamagawa.
Die Vernehmung des senilen Cho durch Okamura bringt die Ermittlung nicht weiter, der Greis erzählt nur Geschichten aus seiner Kindheit. Schließlich will Takayama nochmals sein Glück beim Verhör versuchen, während seine Kollegen alle zum Essen gehen. Doch als er die Tür zum Verhörraum öffnet, blickt er auf eine nächtliche Szene auf dem Dach eines Hochhauses, an dessen Rand Inspektor Yamagawa steht und ihn direkt ansieht, bevor er in die Tiefe springt. Am Geländer hängt dabei der Vater von Hiroshi, höhnisch lachend. Als ein Kollege zu Takayama hinzutritt, der für Cho Karamell kaufen gegangen war, ist die Illusion verschwunden, zu sehen ist der Verhörraum, in dem Cho an einem Tisch sitzt und sich mit einem Spielzeugauto amüsiert.
Als Cho aus der Untersuchungshaft entlassen wird, bittet Takayama Okamura darum, Cho noch etwas länger observieren zu dürfen, was ihm gewährt wird, obwohl kein hinreichend begründeter Verdacht vorliegt. Dabei erfährt der Leser auch, dass die Eltern von Etsuko mittlerweile mit ihr nach Kyōto umgezogen sind.
Eines Tages, als Takayama auf einer Bank im Hof des Tsutsumi-Wohnkomplexes in der Nähe von Cho sitzt, betritt Etsuko erneut die Szene und setzt sich ruhig auf eine Schaukel. Takayama bemerkt dies nicht (wohl weil sich Etsuko dabei relativ weit von Cho und Takayama entfernt befindet), aber Cho zeigt sich vor Furcht entsetzt. Es beginnt ein weiteres Duell der telekinetischen Kräfte zwischen Cho und Etsuko, wobei sie zunächst nur seinen Gehstock zersplittern lässt, was von Takayama bemerkt wird. Als sich dieser erhebt und ein paar Schritte macht, fügt ihm irgendeine Kraft einen kleinen Schnitt auf der Wange zu. Währenddessen steht Cho unter großen Anspannungen oder Schmerzen, schließlich erhebt er sich ein letztes Mal und sackt danach regungslos auf der Bank zusammen. Takayama kann nur noch seinen Tod feststellen. Das letzte Panel zeigt aus der Vogelperspektive die leere, leicht demolierte Schaukel, auf der Etsuko gesessen hatte, sowie das nähere Umfeld, in dem ein Junge steht, der auf die Schaukel zeigt und dabei seiner Mutter zuruft, dass das Mädchen verschwunden sei, das gerade noch dort gesessen habe.

## Auszeichnungen
- 1981 Japan Cartoonists Association Award[6]
- 1983: Nihon SF Taisho Award
- 1984 Seiun Award Comic des Jahres

## Kritiken
„Es ist bei weitem nicht nur der mit Detailtreue erschlagende und doch schwungvolle Strich von Otomo, dieser Mangastil mit unverkennbar westlicher Färbung, der ‚Domu‘ zu einem echten Erlebnis macht; hier spielt der Meister zwar nicht zum ersten Mal, aber doch so beeindruckend wie nie zuvor mit cineastischer Erzähltechnik, mit Schwenks, krassen Schnitten, blutdruckpeitschenden Kombinationen von aufregenden Kamerapositionen. Auch wenn dieser Comic von 1980 ist, hat er bereits die filmtechnische Reife eines verdammt guten 90er Musikvideos. Alles, was später ‚Akira‘ so erfolgreich machte, ist schon da, aber hier nicht in einer Cyberwelt von morgen stattfindend, sondern direkt um die Ecke, im stinknormalen Alltag, und deshalb geht einem erst recht der Hut hoch.“

## Ausgaben
International erschien Dōmu oft nicht wie in Japan in vier, sondern in drei Teilen. In Deutschland erschien selbst kein Sammelband. Nachfolgend sind die aktuellen Ausgaben in verschiedenen Sprachen verzeichnet.
Deutsch
- Das Selbstmordparadies 1, in: Schwermetall präsentiert Bd. 67, Alpha Comic Verlag, Sonneberg 1994. ISBN 3-89311-262-6.
- Das Selbstmordparadies 2, in: Schwermetall präsentiert Bd. 69, Alpha Comic Verlag, Sonneberg 1994. ISBN 3-89311-289-8.
- Das Selbstmordparadies 3, in: Schwermetall präsentiert Bd. 73,  Alpha Comic Verlag, Sonneberg 1995. ISBN 3-89593-502-6.

Englisch
- Domu™: A Child's Dream. Dark Horse Comics, Milwaukee 20012. ISBN 1-56971-611-0.

Französisch
- Dômu: Rêves d'enfants. Les Humanoïdes Associés 20032. ISBN 2-7316-6246-8.